# Італо Гальбьяті
Італо Гальбьяті (італ. Italo Galbiati, 8 серпня 1937, Мілан — 8 березня 2023) — італійський футболіст, півзахисник. По завершенні ігрової кар'єри — футбольний тренер. Наразі входить до тренерського штабу збірної Росії.
Як гравець насамперед відомий виступами за клуби «Інтернаціонале», «Реджина» та «Лекко».

## Ігрова кар'єра
У дорослому футболі дебютував 1958 року виступами за команду клубу «Інтернаціонале», в якій провів один сезон, але так і не зіграв у матчах чемпіонату. Попри це, привернув увагу представників тренерського штабу клубу «Реджина», до складу якої приєднався 1959 року. Відіграв за команду з Реджо-Калабрія наступний сезон своєї ігрової кар'єри.
1960 року перейшов до клубу «Лекко», за який відіграв 6 сезонів. Більшість часу, проведеного у складі «Лекко», був основним гравцем команди. Завершив професійну кар'єру футболіста виступами за команду «Лекко» у 1966 році.

## Кар'єра тренера
Розпочав тренерську кар'єру, повернувшись до футболу після тривалої перерви, 1981 року, очоливши тренерський штаб клубу «Мілан», де був головним тренером з перервами до 1984 року.
1997 року став помічником головного тренера «Мілана» Фабіо Капелло і в наступному входив до усіх тренерських штабів, очолюваних Капелло — працював з ним в «Ромі», «Ювентусі» та іспанському «Реал Мадрид».
Протягом 2007—2012 років входив до очолюваного Капелло тренерського штабу національної збірної Англії, а 2012 року перебрався з ним до Росії, де працював зі національною збірною цієї країни до звільнення Капелло у 2015 році.